# عمار النجار
عمار النجار (مواليد 24 فبراير 1997 في جدة، السعودية)، لاعب كرة قدم سعودي يلعب حالياً في نادي جدة. لعب لنادي الاتحاد والفتح وأبها والشباب وضمك. وهو شقيق الإعلامي وائل النجار وابن عم الاعلامي والصحفي هتان النجار.

## مسيرته الرياضية
لعب سابقاً في نادي الاتحاد، ثم انضم إلى الفتح بنظام الإعارة، ومنه إلى أبها بعد ذلك موسم 2020–21. في 7 فبراير 2021 أنهت إدارة نادي الشباب، إجراءات شراء الفترة المتبقية من عقد عمار النجار لاعب فريق أبها، ليمثل الفريق ابتداءً من فترة الانتقالات الشتوية لموسم 2021. وكانت الإدارة الشبابية تعاقدت مع النجار لمدة عامين مع الأفضلية للتمديد موسم إضافي، وكان من المقرر أن يواصل اللعب مع فريقه أبها ، إلا أن الإدارة الشبابية فضلت شراء المدة المتبقية من عقده حتى يستطيع المشاركة مع الفريق خلال المباريات المقبلة. ولعب بعدها مع نادي ضمك ونادي الحزم ونادي جدة.

## وصلات خارجية
- عمار النجار على موقع Soccerway.com (الإنجليزية)

- عمار النجار على موقع أرشيف الشارخ.